# Balázs Orbán
Balázs Orbán (n. 1829, Lenghelfalău, din Imperiul austriac, azi Polonița, județul Harghita, din România - d. 1890, Budapesta, din Austro-Ungaria) a fost un scriitor, etnograf, istoric și om politic secui, din 1887 membru corespondent al Academiei Maghiare de Științe.

## Familia și călătoriile
S-a născut la Lenghelfalău, azi Polonița, lângă Odorheiu Secuiesc, într-o familie de secui. Tatăl său a fost János Orbán, ofițer din timpul războaielor napolenoniene. Mama sa, Eugenia Knenchtel, a fost de origine germano-greacă. 
Balázs Orbán și-a început studiile la Odorheiu Secuiesc, dar a părăsit țara natală în primăvara anului 1846, plecând la Constantinopol cu familia sa pentru succesiunea din partea bunicii fanariote Eugenia Foresti. Se folosește de ocazia ivită și cutreieră Orientul-Mijlociu. Ajunge în Egipt, suindu-se pe piramide; în Țara Sfântă vizitează locurile biblice. Se întâlnește cu doi „beduini”, român și maghiar, din Transilvania, ambii fugiți ca să nu fie înrolați. Studiază cultura antică a grecilor, scrie cu admirație despre revoluția grecilor. Despre aceste călătorii va scrie mai târziu o carte în 6 volume, cu titlul: „Călătorie Orientală”.

## Participarea în revoluția maghiară antihabsburgică
În Atena află dintr-un ziar occidental despre revoluția maghiară. Organizează o armată mică în capitala Turciei, și pornește acasă, dar în Vidin află că revoluția a fost suprimată. În perioada următoare ajută emigranții cu cazare și loc de muncă. Viața lui este marcată de întâlnirea lui cu Lajos Kossuth. Nu mai poate să intre pe teritoriul Imperiului Austro-Ungar, fiind considerat inamic al monarhiei. Se duce la Londra, unde se întâlnește cu Sándor Teleki, prietenul lui Sándor Petőfi. Este influențat de acesta și de întâlnirea sa cu scriitorul francez Victor Hugo, aflat pe insula Jersey. Se poate întoarce acasă numai în 1859. 

## Capodopera "Descrierea Ținutului Secuiesc"
Perioada absolutismului și a atenuării o folosește la cutreierarea Ținutului Secuiesc. Vizitează fiecare localitate, ruină, raritate naturală. Fotografiază și notează tot ce vede. Rezultatul călătoriei este o carte  publicată între anii 1868-1873, în 6 volume, intitulată: „Descrierea Ținutului Secuiesc pe criterii istorice, arheologice, naturale și etnice”. Această carte este capodopera vieții sale.

Medalion cu chipul lui Balázs Orbán de pe monumentul său funerar

## Activitatea în politică
Nu poate rezista tentației, și intră în politică. Devine din 1872 membru a Dietei Maghiare, în partidul de opoziție susținând independența, dar este simpatizant al revoluției din 1848. Publică discursurile lui parlamentare, ajungând și acestea la 6 volume. Între timp lucrează la Băile Seiche (în maghiară Szejkefürdő), construite de el. Scrie studii de istorie și articole pentru ziarele de opoziție. 
Viața lui aventuroasă și romantică a fost comparată cu viața unor eroi din romanele lui Mór Jókai, scriitor de romane romantice maghiare, care s-a inspirat totuși din viața lui în scrierile sale cu și despre secui. Totodată viața lui a cunoscut și eșecuri, secuii "lui" nevotându-l la un scrutin. Recunoștința târzie vine din partea Academiei Științifice Maghiare, devenind membru al acesteia în 1888. Moare fără urmași.
Lasă poporului său averea sa ca moștenire, însă aceasta va fi dobândită numai după lungi procese în justiție. La înmormântarea lui se hotărăște că merită o statuie, dar această statuie va fi făcută numai după 100 de ani, în 1995. Este înmormântat la Băile Seiche, după cum a cerut în testamentul lui. În fața mormântului au fost puse 14 porți secuiești.